# Megalopole

Města s více než 1 mil. obyvatel (v roce 2006)

Megalopole, také megapole, megalopolis (megapolis, z řec. megalé, velká a polis, město) nebo metroplex (z "metropolitní komplex") jsou různá označení pro velmi velká města nebo shluky měst (konurbace, aglomerace), typicky s více než 10 miliony obyvatel.

## Megalopole
Ačkoli velmi velká města vznikala už ve starověku, moderní megalopole charakterizuje přítomnost hustě obydlené příměstské oblasti, dopravních připojení a hospodářský i politický význam. Dnešní evropské a severoamerické megalopole vznikaly za průmyslové revoluce v 19. století. S přechodem od industriální k postindustriální společnosti většinou ztratila svůj průmyslový ráz a místo továrních a dělnických čtvrtí se obklopila velkou plochou jednak jednotlivých domků – bohatších i chudších – a velmi často také chudinskými slumy, kde lidé žijí v bídě a bez základních hygienických zařízení.
Tento vývoj je ještě mnohem nápadnější v tzv. rozvojových zemích, kde ve slumech žijí miliony obyvatel, většinou uprchlíků z venkova, kde by se vůbec neuživili. Právě megalopole a jejich slumy jsou hlavními místy demografického růstu světové a městské populace.

## Aglomerace
Mapka ukazuje, že velkoměsta a megalopole nejsou po světě rozložena rovnoměrně, nýbrž většinou hustě nahloučena v několika málo oblastech Země. Jsou to oblasti s nějak příznivými podmínkami, kde došlo a dochází k demografickému růstu obyvatelstva, které většinou hledá obživu v blízkém okolí.
Velkoměsta a megalopole se v těchto oblastech spojují do shluků nebo řetězců, aglomerací nebo metroplexů, se společnou dopravní infrastrukturou, vysokou mobilitou a množstvím různých pracovních příležitostí. Naproti tomu v chudých oblastech světa jsou to často shluky obrovských slumů a střediska lidské bídy.
Příkladem takových shluků mohou být v Evropě metropolitní oblasti v okolí největších měst (Londýn, Paříž) nebo dřívější střediska průmyslu (Porúří, severní Itálie, části Holandska atd.). V USA je řada takových "řetězců měst", jakkoli s nižší hustotou obyvatelstva, například oblast Boston – Washington (BosWash) na východním pobřeží o délce přes 750 km s asi 55 miliony obyvatel nebo oblast Los Angeles s téměř 18 miliony. Největší megalopole však vznikají v Japonsku a v Číně, v poslední době také v Mexiku, v Indii a v Jižní Americe.